# جيرهارد أور
جيرهارد أوير (بالألمانية: Gerhard Auer) هو مجدف ألماني، ولد في 29 يونيو 1943 في تبلا ‏ في التشيك.

## وصلات خارجية
- هذه المقالة غير مرتبط بويكي بيانات